# Hospital Dr. Nélio Mendonça
El Hospital Dr. Nelio Mendonça es un hospital público portugués en Funchal , Madeira . Este, junto con el Hospital dos Marmeleiros , forma el Hospital Central de Funchal e integra el Servicio Regional de Salud, EPE.
El hospital, antes llamado Hospital Cruz de Carvalho , debe su nombre actual al fundador del Servicio de Salud de la Región Autónoma de Madeira y expresidente de la Asamblea Legislativa de la Región Autónoma de Madeira , Nélio Mendonça . Fue inaugurado el 9 de septiembre de 1973, con la presencia del presidente de la República, Américo Tomás .
Aquí nació el futbolista Cristiano Ronaldo.